# Bradypodion occidentale
Bradypodion occidentale este o specie de cameleoni din genul Bradypodion, familia Chamaeleonidae, descrisă de Hewitt 1935. Conform Catalogue of Life specia Bradypodion occidentale nu are subspecii cunoscute.